# Musa ibn Fortún
Musa ibn Fortún (en arabe : موسى بن فرتون, Mūsā ibn Furtūn), appelé également Muza Ier, né avant 740 et mort à Saragosse en 801 ou en 802, est l'un des chefs de la puissante dynastie des Banu Qasi, une importante famille muladi de la Marche supérieure d'al-Andalus entre les VIIIe et Xe siècles. Il est le petit-fils du comte Cassius et le fils de Fortún ibn Qasi.
Il aide probablement l'émir de Cordoue, Abd al-Rahman Ier, à soumettre Saragosse en 772, car peu après celui-ci le nomme wali de quelques villes de la vallée de l'Èbre : il étend alors son autorité sur Saragosse, Arnedo et Tarazona. À la suite de plusieurs succès, il déclare finalement son indépendance vis-à-vis de l'émirat de Cordoue.
Il meurt assassiné à Saragosse, un an après la naissance de son fils Musa ibn Musa, surnommé le Grand.

## Mariage et descendance
Il épouse Oneca (Íñiga ou Ignacia), veuve de Íñigo Ximenes Arista (mort en 780) et mère du futur roi de Pampelune Eneko Arista, qui lui donne un fils :
- Musa ibn Musa (mort 862).

Sans doute d’un premier mariage, il aurait eu cinq ou six autres fils :
- Mutarrif Ier ibn Musa, gouverneur de Pampelune (mort en 799) ;
- Yunus ibn Musa ;
- Yuwartas ibn Musa[1] ;
- Lubb Ier ibn Musa[2] ;
- García ibn Musa ;
- Fortún Ier ibn Musa (mort en 802)[3].

Christian Settipani attribue la maternité de Lubb (Loup, Lope) et de García à Oneca, ces prénoms chrétiens étant nouveaux chez les Banu Qasi, surtout si Oneca est bien la fille du duc de Vasconie Loup II de Vasconie, et suggère que García pourrait être le fils d'Iñigo ou Jimeno, père d'Eneko Arista, et non de Musa ibn Fortún. Il indique aussi que l'ordre des deux mariages d'Oneca est discuté selon les auteurs (lui-même préfère placer celui avec Musa ibn Fortún en premier), ce qui ne modifie pas la forme générale des arbres généalogiques.